# Ширкуны
Ширкуны — деревня в Даровском районе Кировской области в составе Даровского городского поселения.

## География
Находится на расстоянии примерно 7 км по прямой на запад от райцентра поселка Даровской.

## История
Известна с 1802 года как починок Одеговский с 1 двором, в 1873 году здесь (Одеговской или Мыркуны) отмечено дворов 7 и жителей 33, в 1905 (Одеговский или Ширкуны) 11 и 86, в 1926 (уже деревня Ширкуны) 15 и 72, в 1950 9 и 39. В 1989 году проживало 38 человек. Настоящее название утвердилось с 1939 года.

## Население
Постоянное население составляло 27 человек (русские 82 %) в 2002 году, 5 в 2010.